# マーキュリー・レコード
マーキュリー・レコード（Mercury Records）は、1945年にアメリカ合衆国イリノイ州シカゴで設立されたレコード会社である。設立当初はインディーズとしてスタートし、1961年以後はメジャー・レーベルの子会社となった。マーキュリー、ポリドールは、ポリグラムの傘下となった。レコード業界の合併による巨大企業グループ化の流れで、ユニバーサル ミュージック グループの傘下にあり、イギリスに形式上の本部を置く。アメリカでは、名称とロゴはバック・カタログとリイシューにのみ使われている。

## 沿革
1945年にアーヴィン・グリーン、バール・アダムス、アーサー・タルマッジによって、シカゴのインディーズ・レーベルとして設立された。R&B、ジャズ、クラシック、カントリー・ミュージックなど手広く扱ったが、ソウル・ミュージック、ファンク、ロックンロールなど戦後の新しい音楽に焦点を当て、大成功を収めた。
エロール・ガーナーやダイナ・ワシントン、パティ・ペイジが初期の代表的なミュージシャンとして知られている。ジャズでは、ジーン・アモンズ、ジミー・スミスらによる、多数のジャズ・アルバムを発表した。シカゴとミズーリ州セントルイスの2箇所にプレス工場を開いた。1940年代後半には「キーノート・レコード」を買収し、1950年代にはプロデューサーのノーマン・グランツと組んで、一連の作品を発表。また、プラターズの「オンリー・ユー」が大ヒットになった。1954年にはジャズ部門を独立させたエマーシー・レコードを設立。また、映画のサウンドトラック用35mmテープを流用したクラシックの高音質録音をいち早く手掛けた。
1961年にフィリップス・レコードに買収され、傘下のレーベルとなり、以後親会社が再三変更となった。マーキュリーはR&Bだけでなく、バーケイズ、ボハノン、キャメオ、コン・ファンク・シャンなどファンクのジャンルにも強いのがレーベルの一つの特色だった。1980年代にはポリグラムに、フィリップス・レコードごと買収される。
1998年末にポリグラムがMCAレコードを有するシーグラムに買収され、両社はユニバーサル ミュージック グループに統合される。再編成でマーキュリーはアイランド・デフ・ジャム・ミュージック・グループに組み込まれ、所属ポップアーティストはアイランド・レコードとデフ・ジャム・レコードレーベルに振り分けられた。

## サブ・レーベル
- スマッシュ・レコード（英語版）
- フォンタナ・レコード
- エマーシー・レコード - ジャズ・レーベル

## 主なアーティスト
過去・現在両方
- バーケイズ[注 4]
- コン・ファンク・シャン
- キャメオ[注 5]
- ボハノン
- オハイオ・プレイヤーズ
- クール&ザ・ギャング[注 6]
- ギャップ・バンド
- カーティス・ブロウ
- レオン・ヘイウッド
- ヤーブロウ&ピープルズ
- レネ&アンジェラ
- マーヴィン・シーズ
- バリー・ホワイト
- ステファニー・ミルズ
- ジェリー・バトラー
- デルズ
- ヘヴン&アース
- プラターズ
- バックマン・ターナー・オーヴァードライヴ
- ザビア・クガート
- キャプテン・ビーフハート
- ロッド・スチュワート
- ペイパー・レース
- パティ・ペイジ
- 10cc
- ボン・ジョヴィ
- デフ・レパード

## マーキュリー・ジャパンの歴史
- 1952年 - タイヘイレコードが日本での販売権を獲得
- 1957年 - キングレコードが販売権を獲得

（その後、トリオ、日本ビクターなどに販売元が移転）
- 1970年 - 日本フォノグラムが販売権を獲得
- 1990年 - ポリグラム日本法人設立
- 1993年 - ポリグラム（日本）
  - ポリグラムでは邦楽（J-POP）レーベルとして1995年から2000年にかけ「マーキュリー・ミュージックエンタテインメント（MME）」が存在した。※上記日本フォノグラムの社名変更。
- 1999年 - ユニバーサルミュージックK.K. ※上記ポリグラムの社名変更。

タイヘイレコードが日本での販売権を獲得したのち、マーキュリーの音盤を販売していたのは約5年間。マーキュリー・ミュージックエンタテインメント（MME）は、ポリグラム株式会社の子会社にあたるレコード会社。1995年に日本フォノグラムが社名変更して発足した。1970年代歌謡曲、ニュー・ミュージック時代からのフィリップス・レコードの流れでJ-POP部門を有しており、実質的にポリグラムのJ-POP制作部門にあたるレコード会社だった。
社名変更時の社長は石坂敬一だった。1999年にユニバーサルミュージックK.K.（現・ユニバーサルミュージックLLC、以下UMJ）になっている。

### かつての日本の所属アーティスト
上記MMEについて特記する。クラシック・歌謡曲系のマーキュリー所属については、
- 松田聖子 - 原盤権はファンティックが保有しているが、マーキュリー時代の旧カタログは現在籍するEMI RECORDSに移管されている。
- 織田裕二
- 反町隆史
- ZIGGY
- 筋肉少女帯
- BUCK-TICK
- KAN

## 日本マーキュリーの歴史（別会社）
出典：
- 1957年 - タイヘイ音響（後の日本マーキュリーレコード）（太平音響）が販売権を失う
- 1968年 - 日本マーキュリー（株）乗っ取り事件。山口組と連携した吉本興業・林正之助が逮捕される。
- 1980年 - 日本マーキュリーが活動停止
- 2010年 - マーキュリー日本が30年ぶりに活動再開
- 2017年 - 岸本敬之が社長就任